# 相馬親胤
相馬 親胤（そうま　ちかたね、生没年不詳）は、南北朝時代の武将。陸奥相馬氏第7代当主。相馬重胤（第6代当主）の子、相馬光胤の兄、相馬胤頼（第8代当主）の父。小高城城主。幼名は孫次郎、官名は出羽権守。号は聖心。

## 生涯
父・重胤の代に相馬氏は下総より陸奥に下向した。親胤は父に同行して陸奥へ下向したとみられる。建武2年（1335年）に父より家督を継承した。
足利尊氏が建武政権に反旗を翻すと千葉氏の家督を横領された嫡流の千葉胤貞らと共に尊氏に従い（家督を横領した千葉胤宗の子貞胤と下総相馬氏が南朝方であったことの対抗か）、箱根・竹ノ下の戦いなどで活躍している。親胤が尊氏に従って九州まで転戦する間、東国では南朝の北畠顕家と北朝の斯波家長が対立、北朝方の父・重胤は鎌倉で戦死し、本拠の小高城も落城し、弟・光胤ら一族の多くが討死することになる。その後親胤は陸奥に帰国、子の松鶴丸（胤頼）を擁し落ち延びていた相馬氏の残党と合流、顕家を破って旧領に復帰することに成功している。晩年は北朝の奥州探題石堂氏や吉良氏の指示により南朝の北畠顕信らと戦った。没年は不明だが延文3年（1358年）に出家・隠居したとみられる。
一時は下総の相馬郡の領有も許されていたが、南北朝の争乱により失ったと推定されている。
親胤の後、室町時代の陸奥相馬氏は胤頼、憲胤、胤弘、重胤と続き、重胤の子の高胤の代に戦国大名として発展することになる。